# Téléphone de campagne
Un téléphone de campagne est un téléphone utilisé pour des communications militaires. Il peut être alimenté par une batterie propre, un commutateur téléphonique (via une batterie centrale), ou une source d'électricité externe. Certains ne nécessitent pas de pile et sont alimentés par le son (auto-générateur).
Le téléphone de campagne a progressivement remplacé les drapeaux et le télégraphe pour la communication militaire. Les premiers téléphones de campagne avaient une magnéto qui permettait au téléphoniste de générer le courant d'appel nécessaire pour faire sonner un central téléphonique manuel ou un autre téléphone. Cette technologie sera utilisée quasiment de l'invention du téléphone jusque dans les années 1960. Plus tard, le signal d'appel sera généré de manière électronique  en appuyant sur un bouton, voire de façon automatique comme sur un téléphone domestique. Les systèmes manuels sont encore très répandus, et souvent compatibles avec des équipements plus anciens.

## Histoire
Peu après l'invention du téléphone, la recherche militaire commence pour les adapter à l'armée. Les téléphones sont déjà utilisés pour soutenir les campagnes militaires des colonies britanniques (Inde et en Afrique) dès la fin des années 1870. Aux États-Unis, les lignes téléphoniques permettent de lier les forts entre eux, ainsi que les quartiers généraux de l'armée. Elles sont aussi utilisées pour gérer les incendies sur les installations défensives côtières. Le premier téléphone de campagne est créé aux États-Unis en 1889, mais il est trop cher pour être produit en masse. D'autres développements, dans d'autres pays, rendent le téléphone de campagne plus viable. Les câbles sont en cuivre plutôt qu'en acier, on développe des machines qui permettent de rapidement installer les câbles sur le champ de bataille, et on invente des systèmes avec des batteries pour les postes de commande et des générateurs à main pour le champ de bataille. Les premiers téléphones de campagne conçus pour cette utilisation spécifique sont utilisés par les Britanniques pendant la seconde guerre des Boers. Ils sont utilisés de façon plus importante pendant la guerre russo-japonaise, au cours de laquelle les deux camps ont équipé tous leurs régiments d'infanterie et toutes leurs divisions d'artillerie de téléphones. L'utilisation des téléphones de campagne devient générale avant la première guerre mondiale.

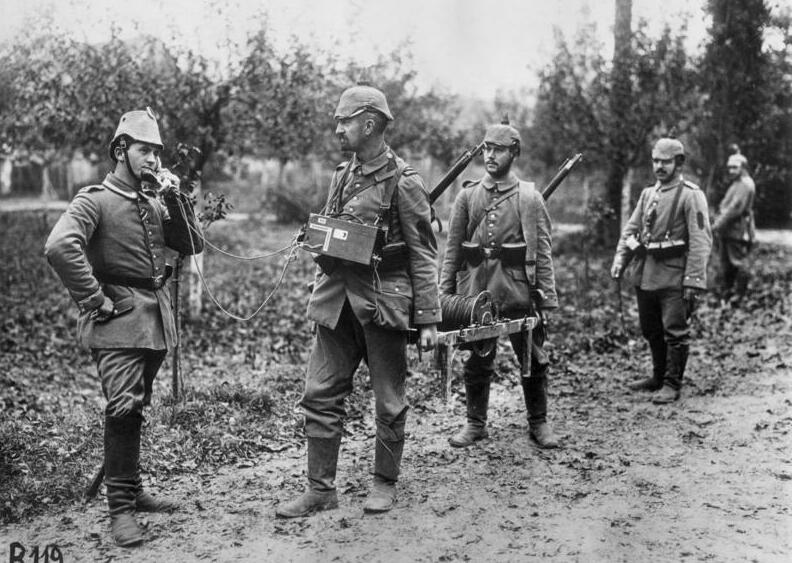
Pose d'un téléphone de campagne par l'armée allemande, 1914

Les téléphones de campagne fonctionnent avec des câbles accrochés avant ou pendant les affrontements, et utilisent parfois les circuits civils, quand ils sont disponibles. Pendant la deuxième guerre mondiale, les communications câblées sont la méthode privilégiée par l'armée américaine, qui évite l'utilisation des radios sauf si nécessaire, par exemple pour communiquer avec des unités mobiles ou jusqu'à l'installation des câbles. Les téléphones peuvent communiquer directement ou via un standard dans un poste de commandement. On utilise une variété de types de câbles, allant du "câble d'assaut" léger (par exemple, le W-130 qui pèse 30 kg par kilomètre et permet la communication sur environ 8 km) à des câbles plus lourds. L'équipement nécessaire pour installer les câbles peut aller d'un sac à dos avec une poulie à des camions dotés de charrues qui peuvent enterrer les câbles.
Les téléphones de campagne peuvent être raccordés directement par paire ou via un central téléphonique civil ou encore un central téléphonique de campagne. 

## Modèles par pays

### Téléphones de campagne de l'armée allemande
- FF 16 conçu en 1916 par la firme Siemens
- FF 33 conçu en 1933
- FF-OB/ZB conçu dans les années 1960 par la firme Standard Elektrik Lorenz (SEL)

### Téléphones de campagne de l'armée américaine

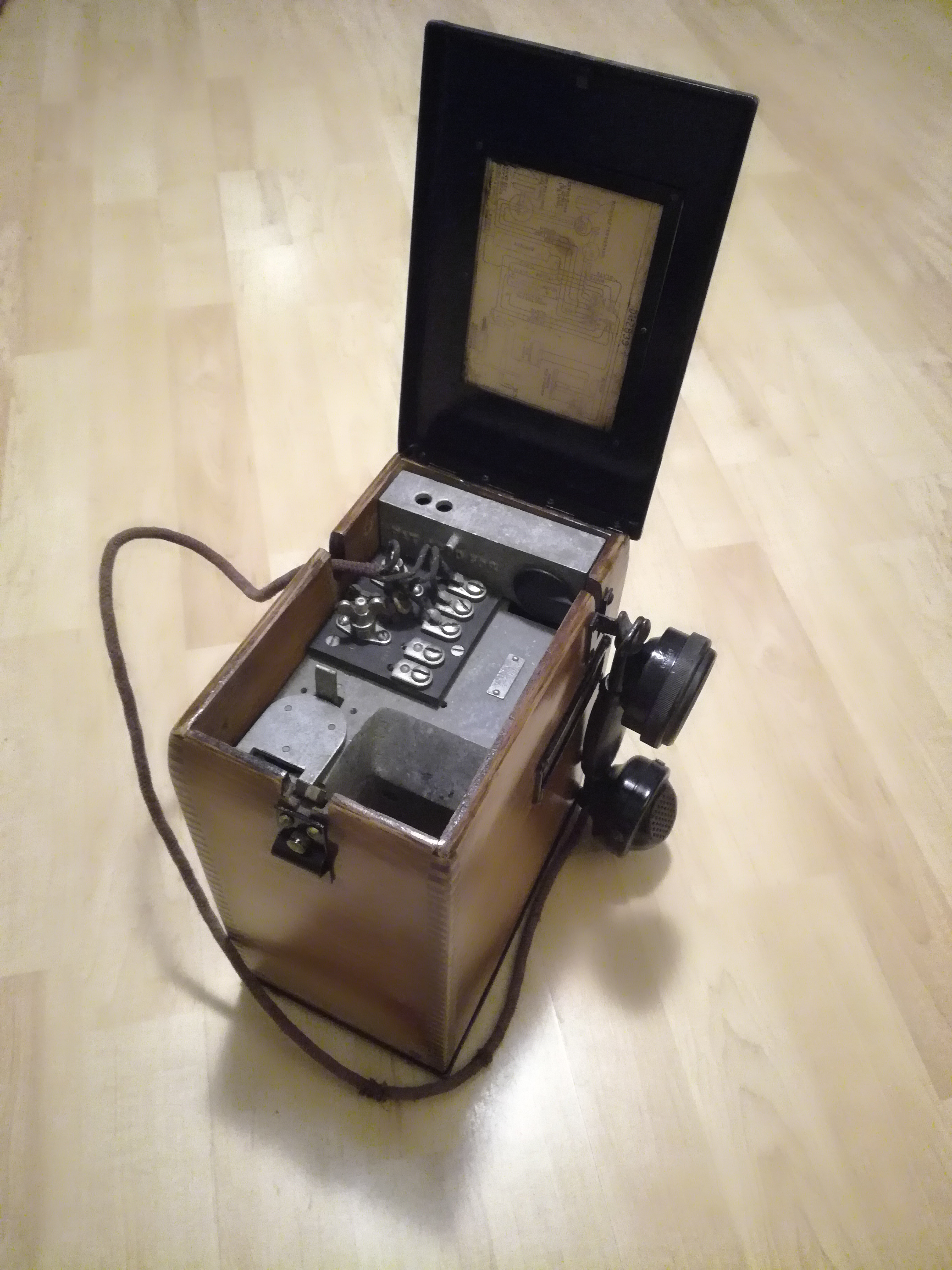
Téléphone de campagne modèle A ou EE-4
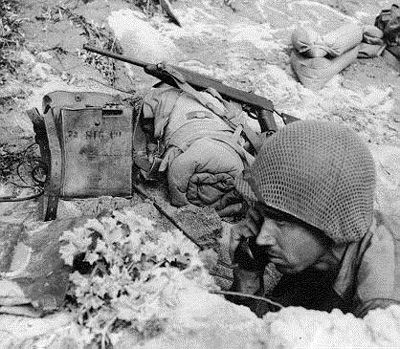
Soldat au téléphone de campagne EE-8
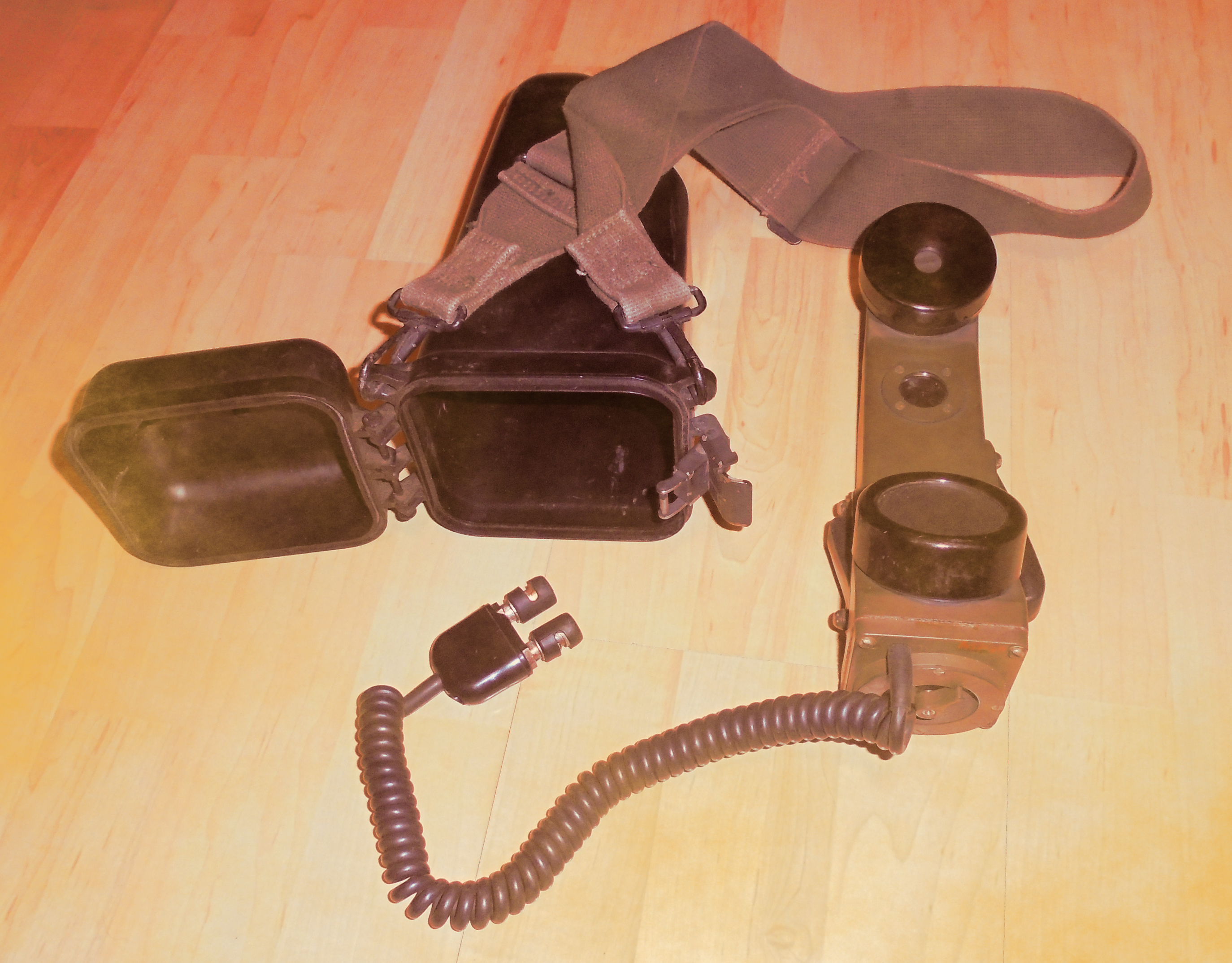
Téléphone de campagne TA-1PT
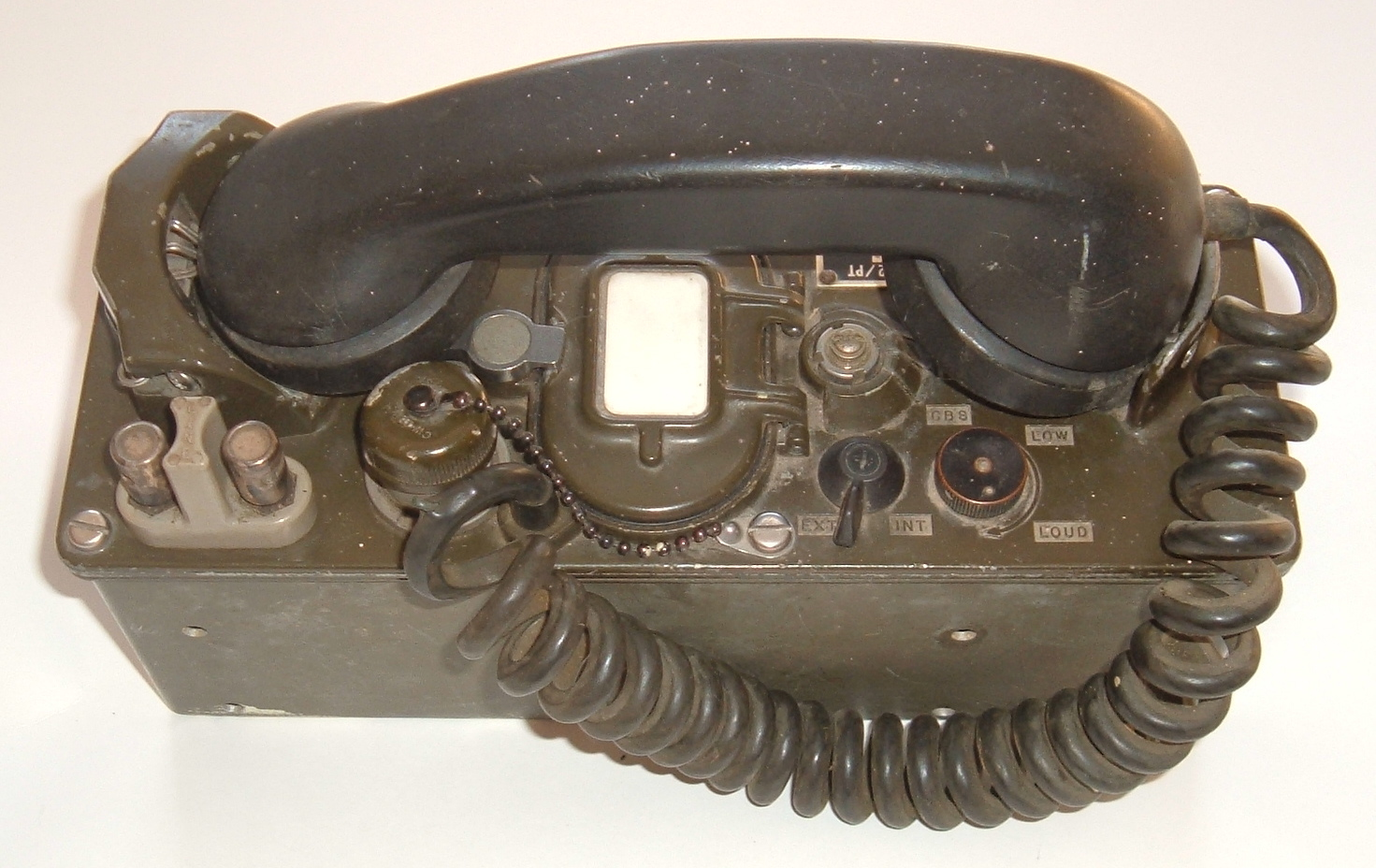
Téléphone de campagne TA-312

- Modèle A ou EE-4
- Modèle 1917
- EE-5
- EE-8, de la seconde guerre mondiale à la guerre du Vietnam[7].
- TA-1PT transmissions à 4km sans batterie (pour l'anecdote ce type de téléphone a été utilisé pour les transmissions internes du vaisseau GALACTICA dans la nouvelle série de 2004).
- TA-43
- TA-312[8]
- TA-838[9], comprend un clavier

Torture des prisonniers de guerre
D'après les dossiers du groupe de travail sur les crimes de guerre américains au Vietnam, les téléphones de campagnes étaient parfois utilisés au Vietnam pour torturer les prisonniers de guerre à coups de chocs électriques pendant les interrogatoires.

### Téléphones de campagne de l'armée finlandaise
- TA-57, fabriqué en URSS
- P78, fabriqué en Suède
- P90, fabriqué au Royaume-Uni
- ET-10, fabriqué en France

### Téléphones de campagne de l'armée norvégienne
- TP-6N développé au début des années 1970 par l'armée norvégienne
- TP-6NA variantes de TP-6N A à C
- Téléphone de campagne suédois M37 utilisé par l'armée de réserve norvégienne. Ce téléphone est parfaitement compatible avec les séries EE-8, TA-1, TA-43 et TA-312 de téléphones américains.
- EE-8 A dans le cadre du Plan Marshall.
- FF33 Ce téléphone est très utilisé à partir du milieu des années 1950, jusqu'à être remplacé par le TP-6. Il s'agit d'un modèle allemand, que les Norvégiens avaient dès le début de la fin de la seconde guerre mondiale mais qui n'a pas été utilisé immédiatement, pour des raisons politiques.
- Mod 1932 développé par Elektrisk Bureau pour les forces armées norvégiennes, approuvé en 1932, mais jamais fabriqué en masse à cause d'une bureaucratie lourde et du début de la seconde guerre mondiale.

### Téléphones de campagne de l'armée soviétique

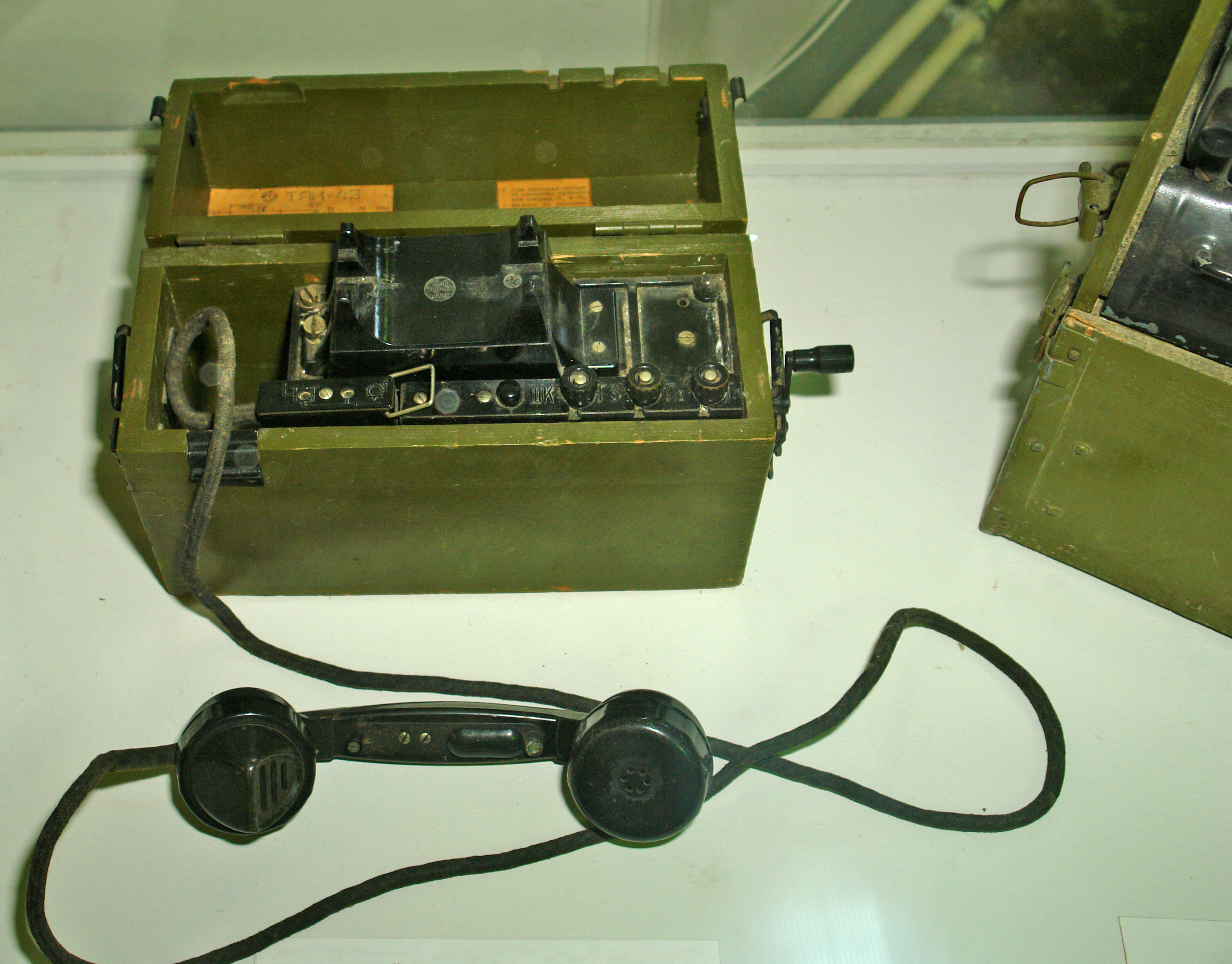
Russian ТАИ-43 field telephone
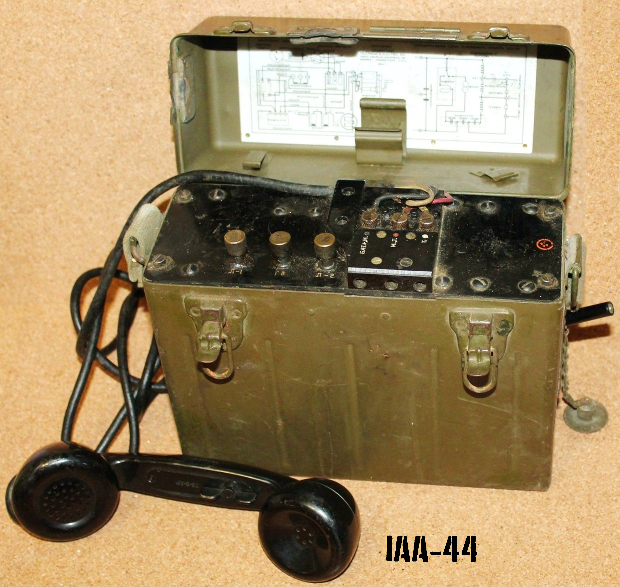
téléphone de campagne type IAA-44
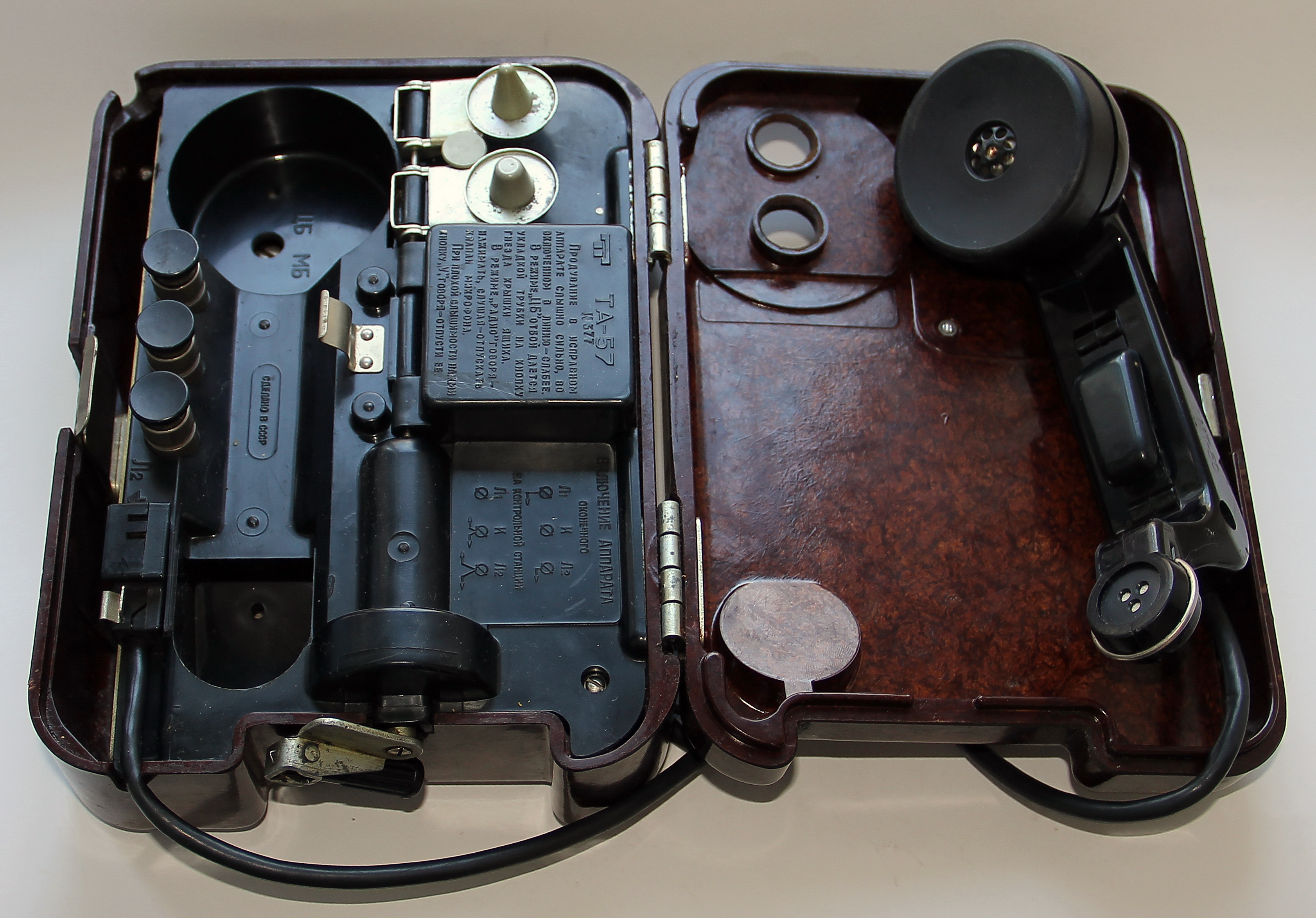
Russian TA-57 field telephone

- ИАА-44 téléphone fabriqué par les Américains pour les soviétiques durant la seconde guerre mondiale. Il reprend de nombreux éléments de l'EE-8[10]
- EE-108[11] téléphone auto-générateur fabriqué par les Américains. Il est très proche de l'EE-8 mais son combiné reprend le micro et l'écouteur du combiné auto-générateur TS-10. Plus de 90% de la production américaine est partie en URSS.
- УНА "Unité unifiée" (Унифицированный аппарат)
- ТАИ-43 (Полевой Телефонный Аппарат)
- ТА-57 (Полевой Телефонный Аппарат)

### Téléphones de campagne de l'armée française

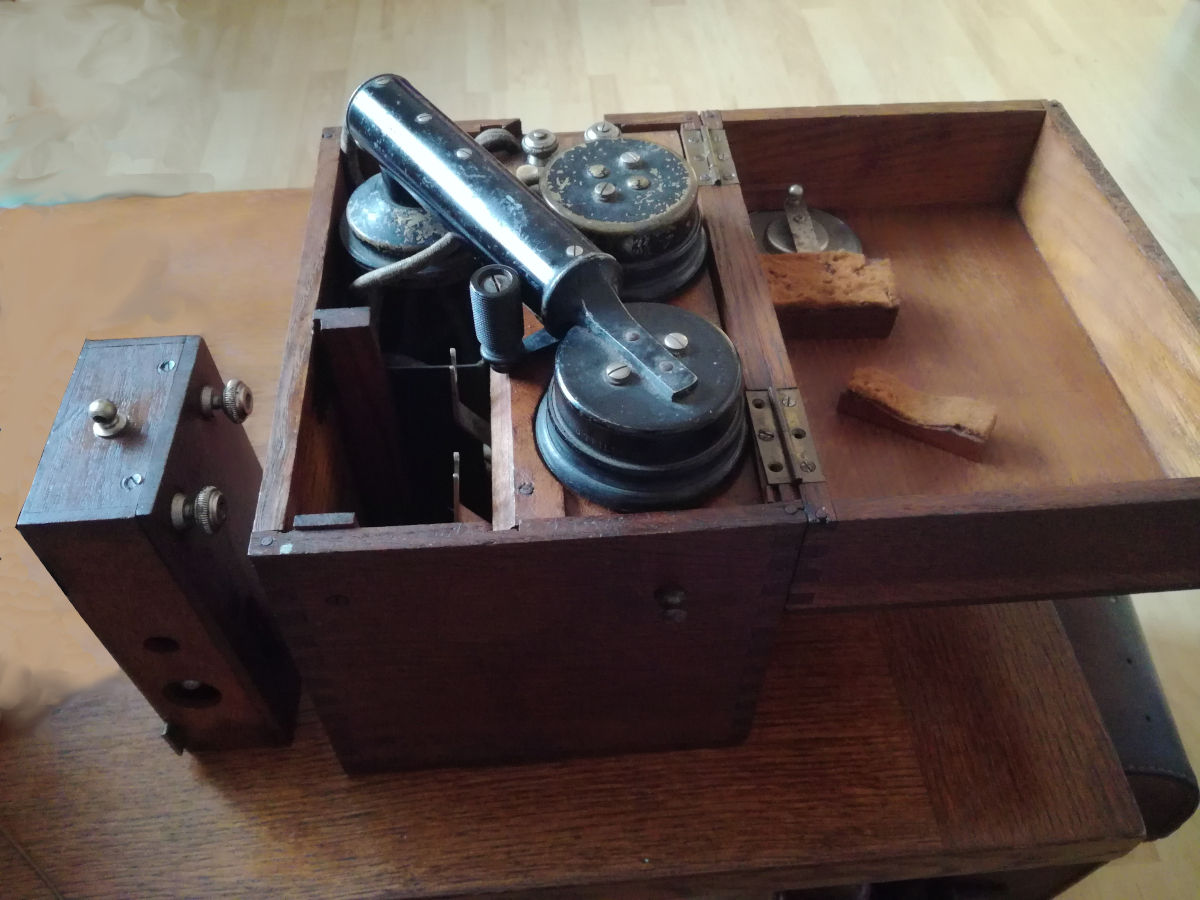
Téléphone de campagne de l'armée Française TM16
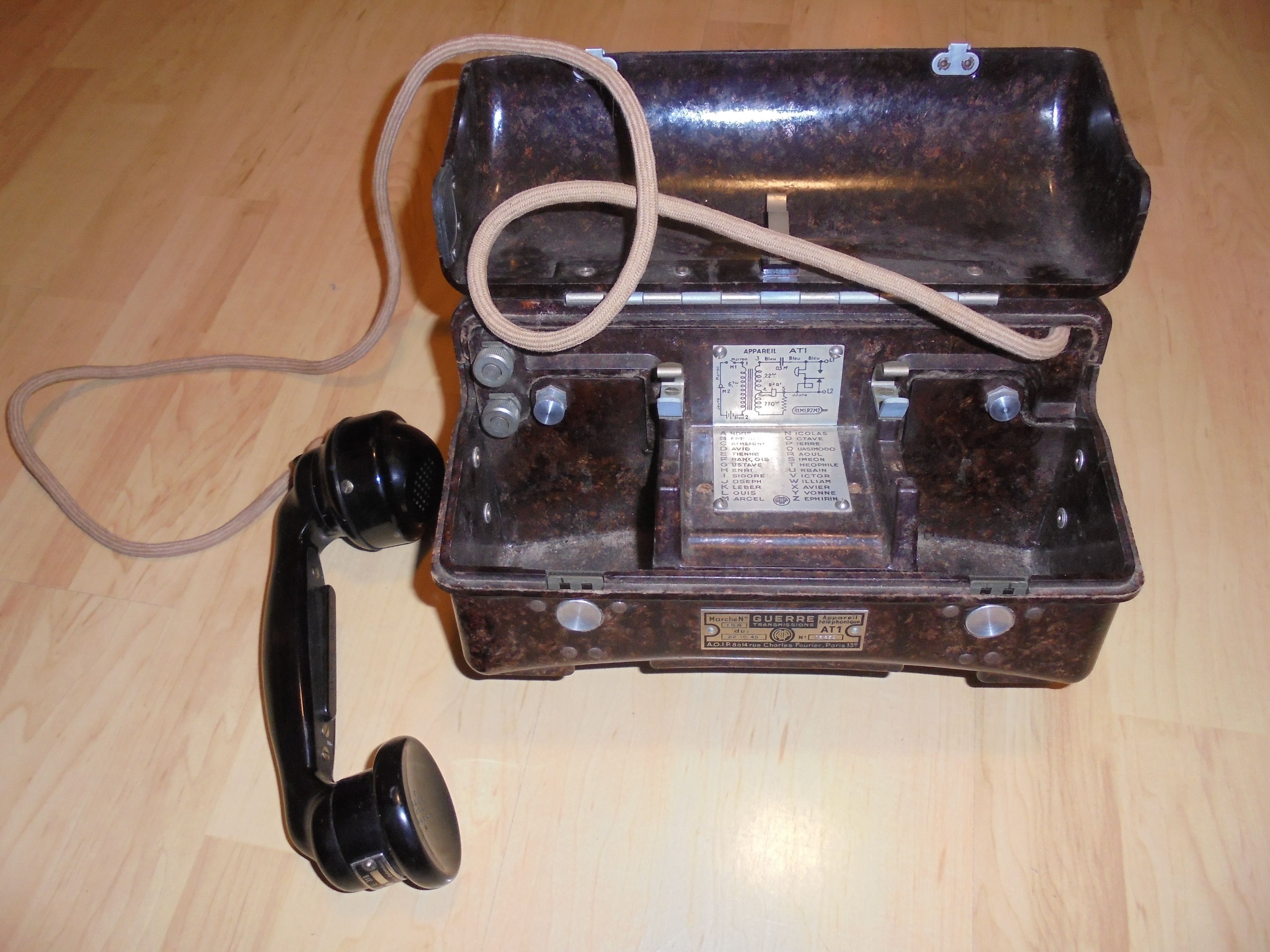
Téléphone de campagne de l'armée Française type AT1
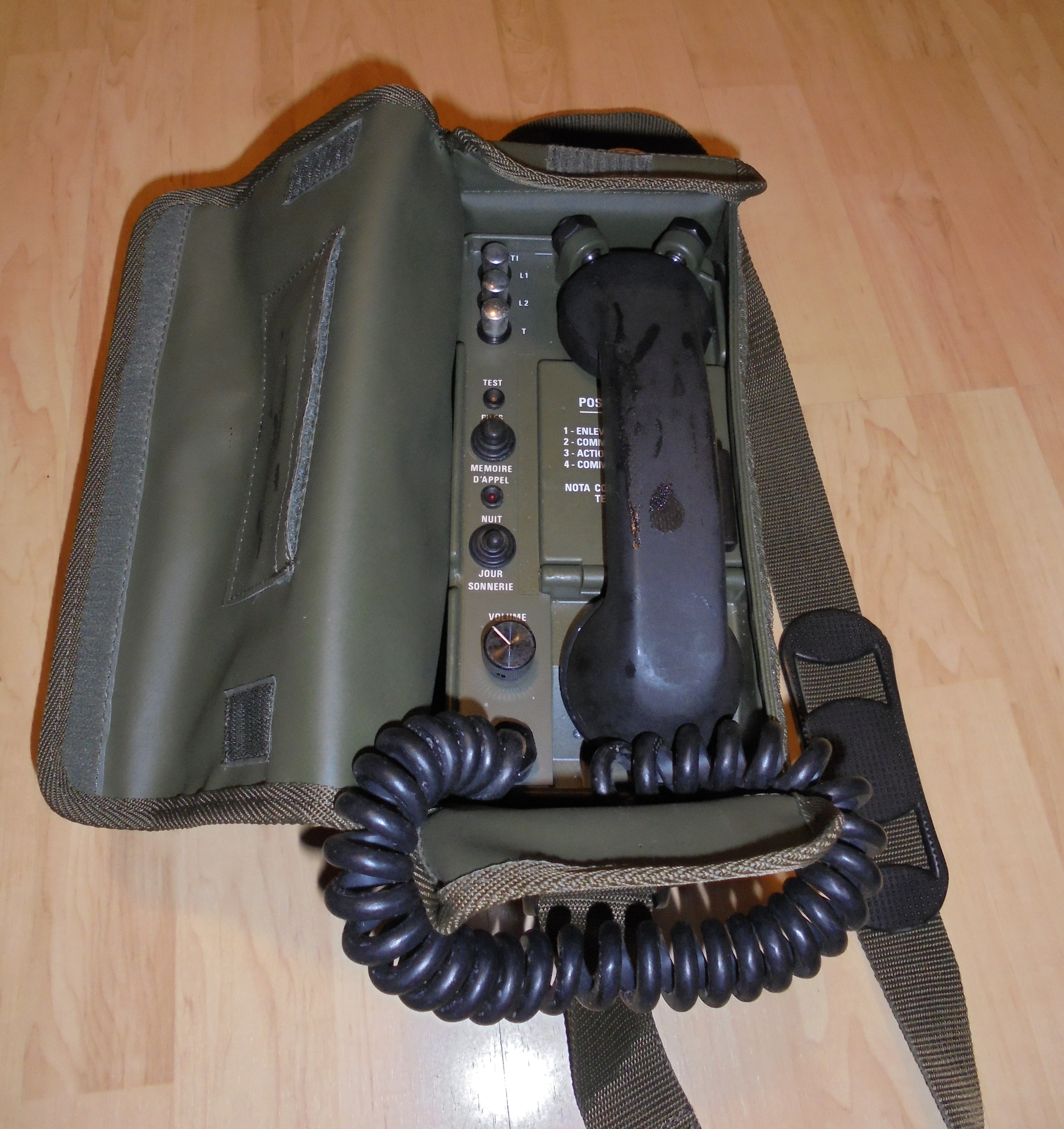
Téléphone de campagne de la légion étrangère AT75-A

- Modèle 1910
- Modèle 1909-15
- TM-16
- Modèle 1927
- TM-32
- TM-36
- AT1
- AT2
- AT-75A TLEE89

### Téléphones de campagne de l'armée suisse

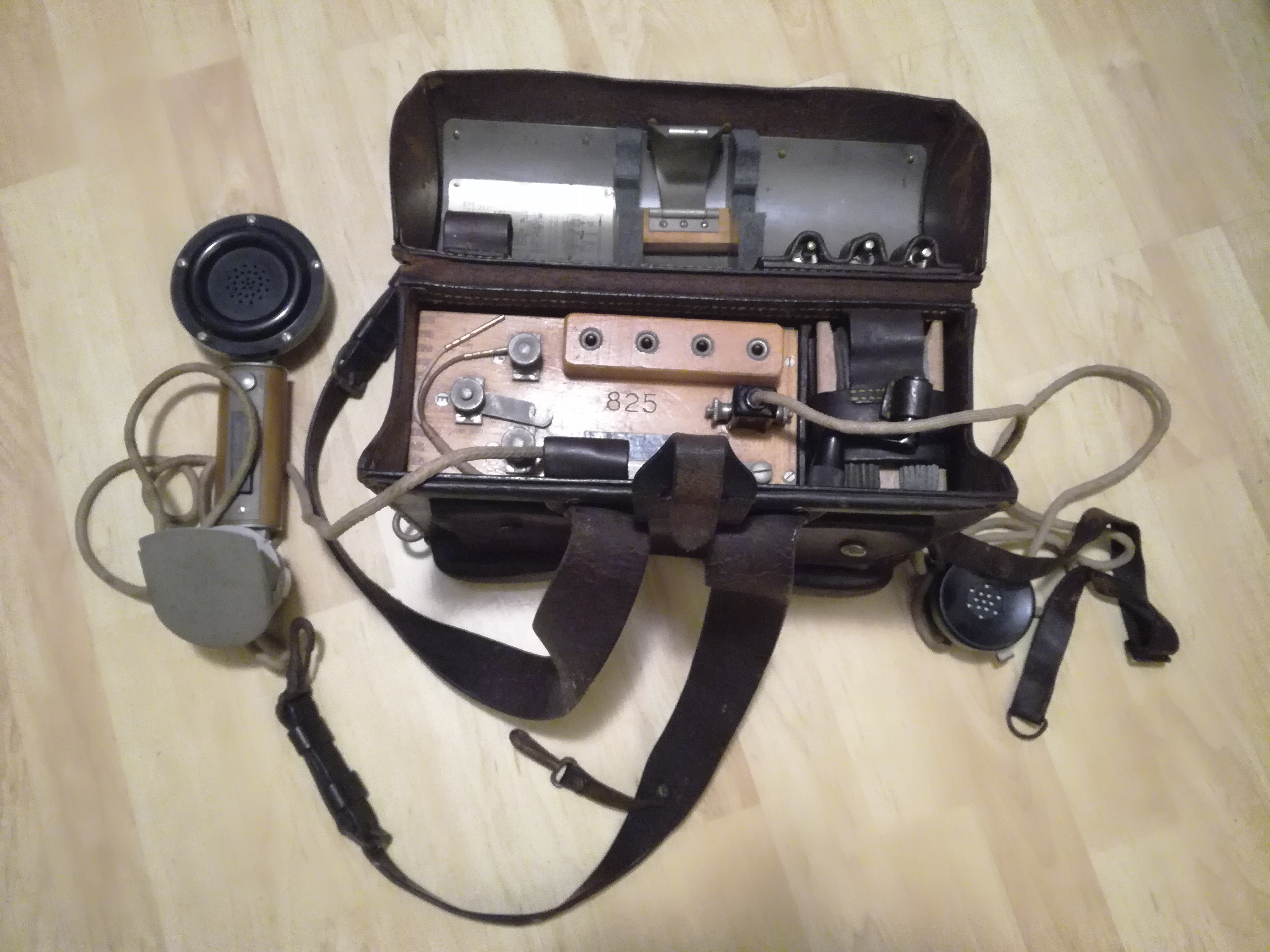
Téléphone de campagne de l'armée Suisse modèle 1909
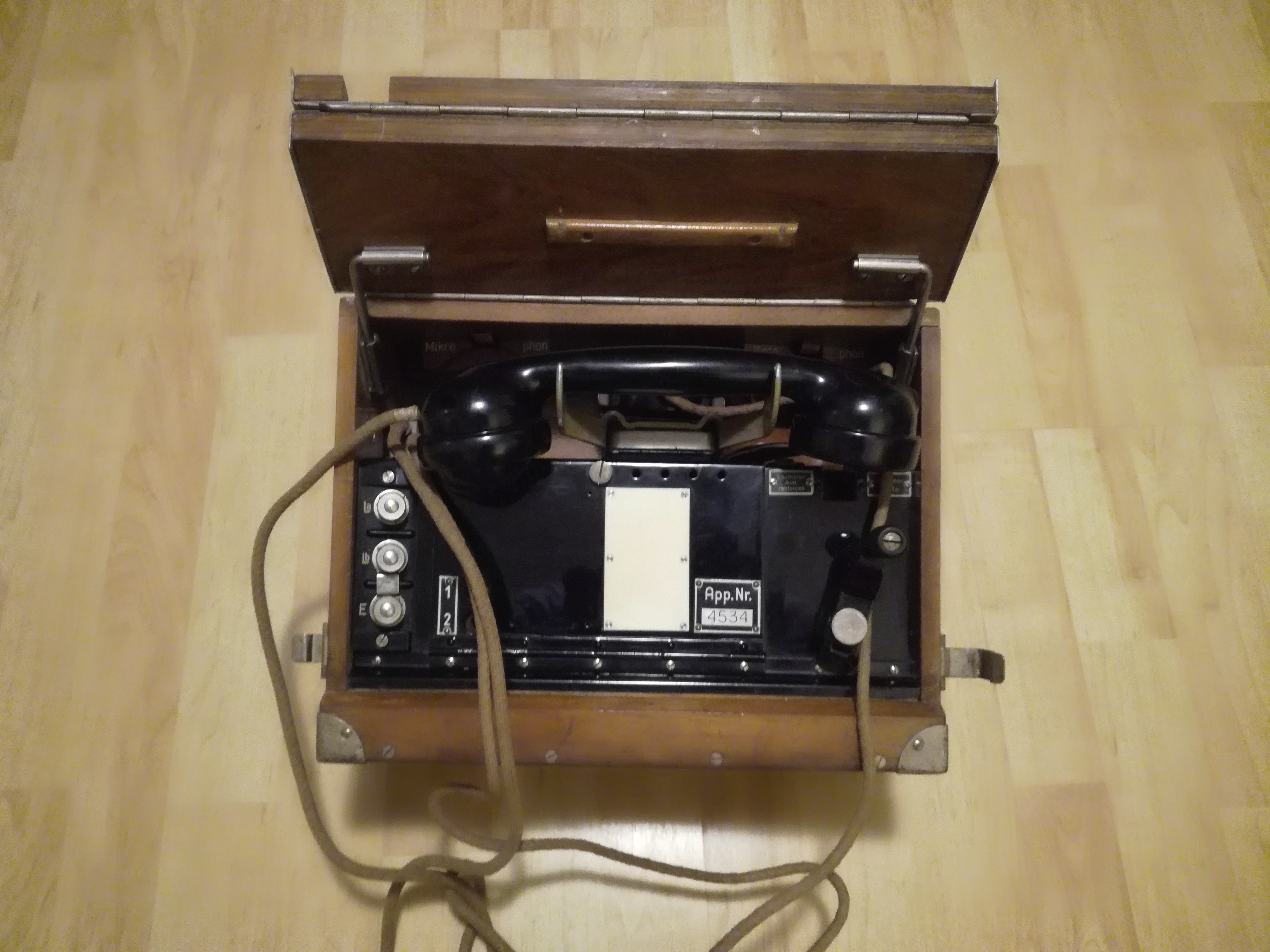
Téléphone de campagne de l'armèe Suisse modèle 1932
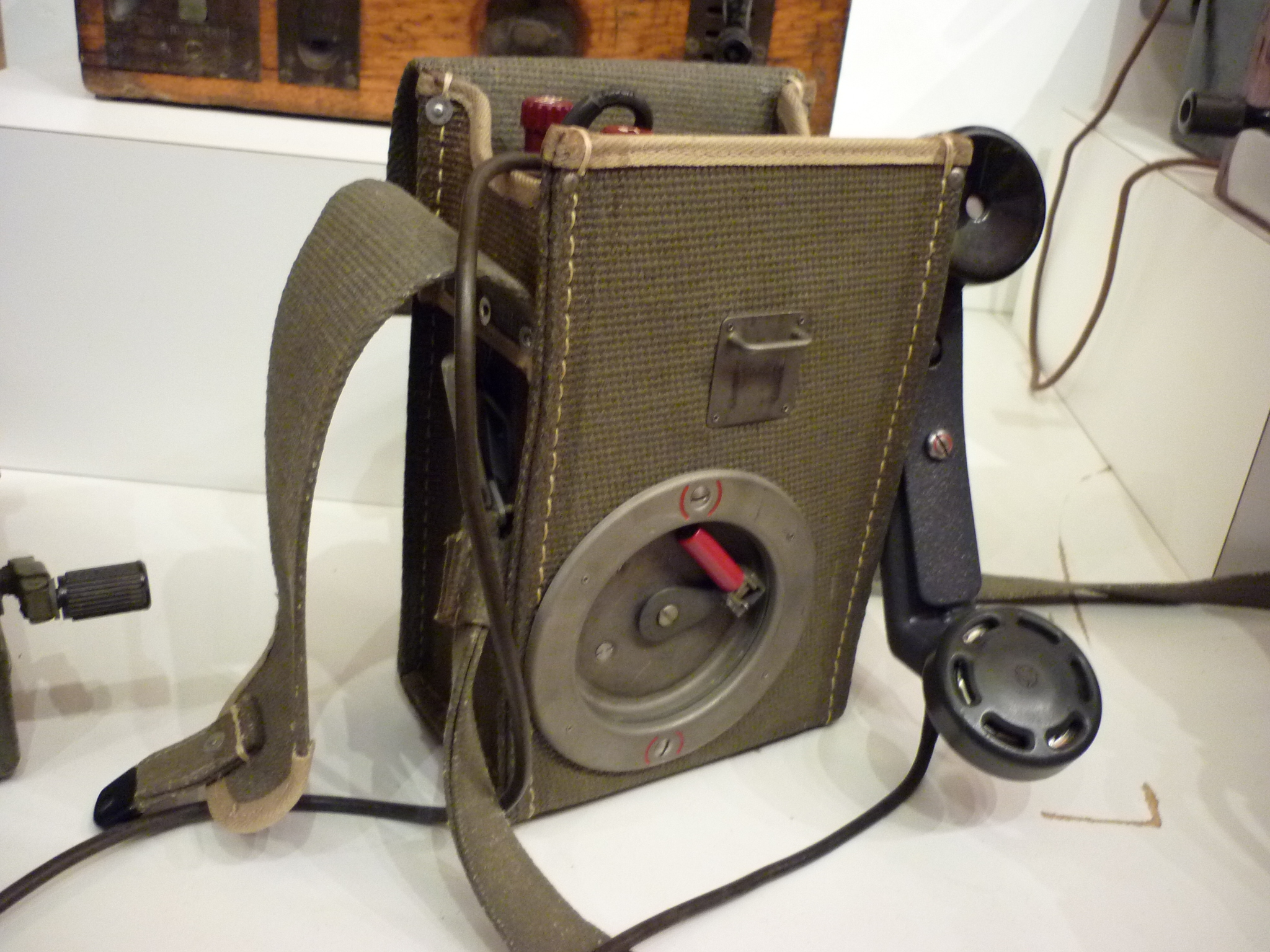
Téléphone de campagne de l'armèe Suisse modèle 1950
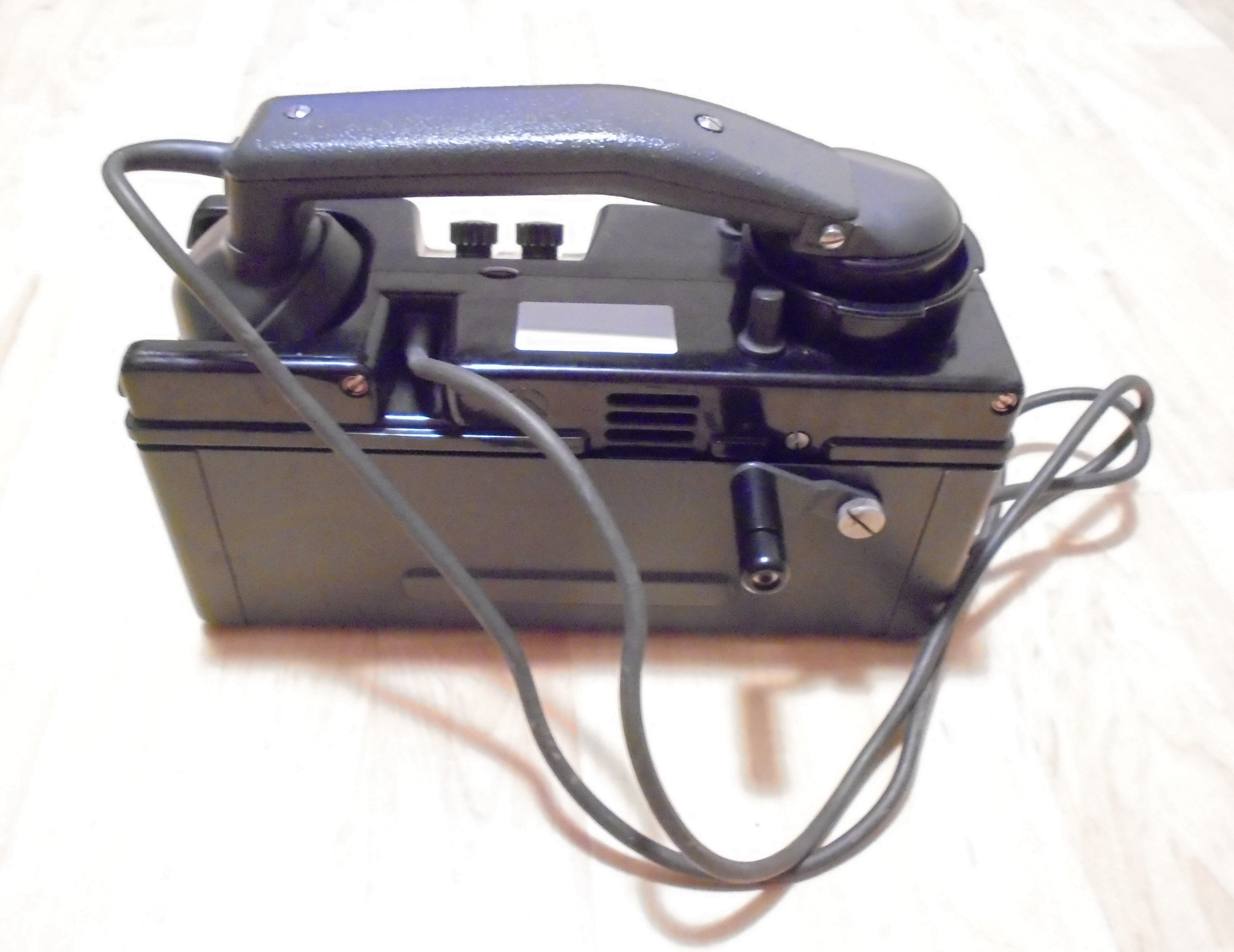
Téléphone de campagne de l'armèe Suisse modèle 1953

- Téléphone de campagne modèle 1909
- Téléphone de campagne modèle 1932
- Téléphone de campagne 50 conçu en 1950 par la firme Albiswerk Zurich AG
- Téléphone de campagne modèle T.Tf.-53 conçu en 1953 par la firme Albiswerk Zurich AG, ce téléphone fonctionne sur le même principe que le modèle 1950 mais son boitier en bakélite et métal sans sangle de transport le destine aux postes de commandement où aux états-majors.